# Raniele
Raniele, pseudonimo di Raniele Almeida Melo (Baixa Grande, 31 dicembre 1996), è un calciatore brasiliano, difensore del Corinthians.

## Carriera
Nato a Baixa Grande, inizia a giocare a calcio nel Fernandópolis per poi passare alla Ferroviária nel 2016. Debutta fra i professionisti il 10 luglio in occasione dell'incontro di Copa Paulista pareggiato 0-0 contro il Rio Claro.
Negli anni seguenti viene prestato nelle divisioni minori del calcio brasiliano a Taubaté, Penapolense, Portuguesa, Jacuipense e Botafogo-SP, rientrando nel club granata solo per disputare varie edizioni della Copa Paulista.
Nel febbraio 2021 viene prestato al Bahia con cui debutta in Série A il 25 luglio nel match perso 3-0 contro l'Atlético Mineiro.

## Statistiche
Statistiche aggiornate al 10 dicembre 2024.

### Presenze e reti nei club
| Stagione          | Squadra         | Campionato      | Campionato | Campionato | Coppe nazionali | Coppe nazionali | Coppe nazionali | Coppe continentali | Coppe continentali | Coppe continentali | Altre coppe | Altre coppe | Altre coppe | Totale | Totale |
| Stagione          | Squadra         | Comp            | Pres       | Reti       | Comp            | Pres            | Reti            | Comp               | Pres               | Reti               | Comp        | Pres        | Reti        | Pres   | Reti   |
| ----------------- | --------------- | --------------- | ---------- | ---------- | --------------- | --------------- | --------------- | ------------------ | ------------------ | ------------------ | ----------- | ----------- | ----------- | ------ | ------ |
| 2016              | Ferroviária     |                 | -          | -          | CB+CP           | 0+18            | 0+2             |                    | -                  | -                  |             | -           | -           | 18     | 2      |
| 2017              |                 | A1/CP           | 2          | 1          | CB+CP           | 0+18            | 0+0             |                    | -                  | -                  |             | -           | -           | 20     | 1      |
| gen-apr 2018      | Taubaté         | A2/CP           | 15         | 0          |                 | -               | -               |                    | -                  | -                  |             | -           | -           | 15     | 0      |
| apr-dic 2018      | Ferroviária     | D               | 0          | 0          | CP              | 15              | 0               |                    | -                  | -                  |             | -           | -           | 15     | 0      |
| gen-mag 2019      | Penapolense     | A2/CP           | 13         | 1          |                 | -               | -               |                    | -                  | -                  |             | -           | -           | 13     | 1      |
| mag-dic 2019      | Ferroviária     | D               | 5          | 0          | CP              | 17              | 0               |                    | -                  | -                  |             | -           | -           | 22     | 0      |
| gen-apr 2020      | Portuguesa      | A2/CP           | 12         | 0          |                 | -               | -               |                    | -                  | -                  |             | -           | -           | 12     | 0      |
| lug-dic 2020      | Jacuipense      | A/CB+C          | 3+14       | 1+0        |                 | -               | -               |                    | -                  | -                  |             | -           | -           | 17     | 1      |
| dic 2020-gen 2021 | Botafogo-SP     | B               | 11         | 0          |                 | -               | -               |                    | -                  | -                  |             | -           | -           | 11     | 0      |
| feb-dic 2021      | Bahia           | A/CB+A          | 8+11       | 0+0        | CB+CN           | 0+2             | 0+0             |                    | -                  | -                  |             | -           | -           | 21     | 0      |
| 2022              | Avaí            | A/CC+A          | 8+33       | 0+2        | CB              | 0               | 0               |                    | -                  | -                  |             | -           | -           | 41     | 2      |
| gen-mar 2023      |                 | A/CC            | 9          | 0          | CB              | 1               | 0               |                    | -                  | -                  |             | -           | -           | 10     | 0      |
| mar-dic 2023      | Cuiabá          | A               | 35         | 3          |                 | -               | -               |                    | -                  | -                  |             | -           | -           | 35     | 3      |
| 2024              | Corinthians     | A1/CP+A         | 11+33      | 0+0        | CB              | 7               | 0               | CS                 | 6                  | 0                  |             | -           | -           | 57     | 0      |
| Totale carriera   | Totale carriera | Totale carriera | 223        | 8          |                 | 84              | 2               |                    | 6                  | 0                  |             | -           | -           | 307    | 10     |

## Palmarès

### Club

#### Competizioni statali
- Copa Paulista: 1

Ferroviária: 2017
- Campionato paulista: 1

Corinthians: 2025